# (168358) Casca
(168358) Casca est un astéroïde de la ceinture principale.

## Description
(168358) Casca est un astéroïde de la ceinture principale. Il fut découvert le 24 février 1996 à l'observatoire astrophysique du Dominion par David D. Balam. Il présente une orbite caractérisée par un demi-grand axe de 2,14 UA, une excentricité de 0,09 et une inclinaison de 3,0° par rapport à l'écliptique.

## Compléments